# Dieudonné Kalulika
Dieudonné Kalulika (1 oktober 1981) is een Congolese voetbalspeler die als middenvelder of als aanvaller speelt. 

## Carrière
Kalulika begon in eigen land te spelen, onder andere bij TP Mazembe. In 2005 verhuisde hij naar België, waar hij ging spelen bij tweedeklasser Heusden-Zolder. Na amper zes maanden verhuisde hij naar tweedeklasser KVSK United. Daar bleef hij ook niet lang, want in de zomer van 2006 ging hij naar eersteklasser FC Brussels. Hij speelde later nog bij eersteklassers STVV en SV Roeselare, alvorens in 2008 naar derdeklasser CS Visé. na Visé zit hij een tijdje zonder club, alvorens een contract te tekenen bij UR La Louvière Centre. In januari 2012 verhuist hij naar Union Saint-Gilloise. Hij speelde in 2013 kort in Angola voor Primeiro de Agosto en vervolgens in de lagere Belgische reeksen.
Kalulika speelde tussen 2004 en 2006 12 interlands voor Congo-Kinshasa, waarin hij 4 doelpunten maakte. Hij maakte deel uit van de Congolese selectie op het Afrikaans kampioenschap voetbal 2004.